# جينبي (ون بيس)
جينبي هو أحد شخصيات أنمي ومانغا ون بيس وهو حُوت برمائي، وأيضًا يُعتَبر ثاني قائد لقراصنة الشمس بعد فيشر تايغر، وأيضًا هو عضو سابق في الشيتشيبوكاي وقد حصل على المنصب منذ 11 سنة لكنه استقال، وقد ذكر أول مرة عن طريق يوساكو في الأزرق الشرقي، وظهر أول مرة في أحداث الإمبل داون، وكان مهماً خلال الحرب وقد أصبح صديق عزيز لمونكي دي لوفي، وقد كانا معًا في الحرب في جزيرة البرمائيّين، وقد طلب لوفي منه الانضمام للطاقم ووافق جينبي لكن بشرط أن يقضي جينبي بعض الأعمال، أيضًا كانت مكافأة جينبي الأولى هي 76,000,000  ومن ثم أصبحت 250,000,000  قبل أن يُصبح شيشتيبوكاي، ولكن بعد أن فُصِل من المنصب أصبحت 438,000,000  وبعد أحداث بلاد وانو أصبحت 1,100,000,000  وقد انضم مؤخرًا لطاقم قبعة القشّ.

## البطاقة الشخصية
الاسم: جينبي (بالإنجليزية: Jinbe، باليابانية: ジ ン ベ エ)
أول ظهور له في المانغا: الفصل 528
أول ظهور له في الأنمي: الحلقة 430
الإنتمائات: قراصنة قبعة القشّ (سابقًا؛ قراصنة الشمس، شيشتيبوكاي، قراصنة البيغ مام)
المهنة: قرصان، قبطان (سابقًا؛ جندي في مملكة ريوغو، قراصنة اللِّحية البيضاء، شيتشيبوكاي)
اللقب: فارس البحر، ابن البحار الأول
العمر: 44 عامًا (قبل السَّنتين)، 46 عامًا (بعد السَّنتين).
الطول: 301 سم
يوم الميلاد: 2 أبريل
المكافأة: 1,100,000,000 

## مظهره
هو حوت برمائي ازرق كبير الحجم، وجسمه مشابه لمصارعي السومو، ولديه حاجبان لونهما أصفر، شعره أسود مجعد طويل وملفوف، وقد كان شعره ناعم سابقًا، لديه ضرسان كبيران ظاهران منه، وأيضًا لحية صغيرة على ذقنه، ويوجد في وسط صدره رمز قراصنة الشمس، وقبل عامين كان جينبي يرتدي ملابس الكاراتيه (الكيمونو التقليدي) لونها أحمر بخطوط سوداء عليها مع صنادل خشبية قديمة، أما بعد عامين كان جينبي يرتدي أيضًا ملابس كارتيه لكن كان لونها ابيض مصفر مع زخارف سوداء عليها، وقد كان سابقًا يرتدي زي جنود الملك نيبتون عندما كان جندي.

## شخصيته
جينبي لديه فخر كبرمائي أيضًا ككونه قرصان فهو يبغض حكومة العالم ويكرهها، وقد كان سابقًا يكره البشر في ما عدا اللِّحية البيضاء إدوارد نيوجيت الَّذي قام بحماية جزيرة البرمائيّين، لكن نظرته قد تغيرت تجاه البشر لاحقًا وعرف بأنَّ البشر مختلفين عن بعضهم، فهو على عكس صديقه أرلونغ الَّذي لن يساعد بشر ابدًا، جينبي ساعد حليفه اللِّحية البيضاء خلال الحرب وساعد لوفي لتحرير شقيقه بورتغاس دي إيس، وقد تبيّن أثناء معركة قراصنة الشمس مع البحرية سابقًا بأنَّ جينبي كان وحشيًا حيث قام بقتل الجميع إلى أن طلب منه أرلونغ التوقف عن ذلك، وأيضًا قد كان يكره البشر لكن بعد أن سمع كلام فيشر تايغر على السلام تغيرت نظرته فقد كسب البعض من البشر احترامه، وهو يشارك الأميرة نفرتاري فيفي في المسؤولية ردًا على طلب لوفي الانضمام اليه، فقد رفض جينبي لكن ليس نهائيًا فقد قال بأن هناك امور عليه القيام بها ومن ثم ينضم للطاقم وقد تبين بأنَّ جينبي لا يحبّ أن يعمل تحت امرة أحد سوى «فيشر تايغر» حيث أنه كان حليف البيغ مام فقط لحماية جزيرة البرمائيّين، وكما ذكر البرمائي هاك بأن حلم جينبي هو أن يحل السلام بين البشر والبرمائيين.

## علاقاته

### فيشر تايغر
قد كان جينبي صديق عزيز جدًا لفيشر تايغر وقد اعتبره جينبي مثل عائلته حيث نشأو معًا في حيّ البرمائيّين، وعندما هاجم فيشر تايغر الأرض المقدسة ماريجوا استقال جينبي من كونه جندي وانضم لقراصنة الشمس تحت أمرة فيشر تايغر، وبعد أن غدرت قوات البحرية بفيشر تايغر، طلب جينبي من فيشر تايغر أن يأخذ دم من البشر لكنه رفض وقال أنَّه لا يرغب بأن يكون مدين للبشر، وبعد موت تايغر بكى جينبي كثيرًا مع بقية الطاقم.

### أرلونغ
تربّى جينبي وأرلونغ سوية في حيّ البرمائيّين وهما مثل الأخوين، ولكن بعد أن أصبح جينبي جنديًا أظهر بعض الإستياء تجاه أرلونغ، وقد دعاه بالقمامة وذلك كان يؤدي إلى مشاجرة بينهما، وقد كانا معًا في قراصنة الشمس، وبعد أن أصبح جينبي من الشيتشيبوكاي سمح لأرلونغ بالذهاب إلى الأزرق الشرقي، وقد اعتذر من لوفي لأنَّه سمح له بذلك فقد كان أرلونغ مثل أخاه، وحزن جينبي عندما عرف بأنَّ نامي كانت عبدة أرلونغ.

### بورتغاس دي إيسواللِّحية البيضاء
قد حضي اللِّحية البيضاء على احترام كبير من جينبي حيث أن اللِّحية البيضاء قام بحماية جزيرة البرمائيّين من حكومة العالم وجعلها تحت حمايته، وأثناء الحرب شارك جينبي في انقاذ إيس وقد كان حليفا للحية البيضاء وقد تخلى عن منصب الشيتشيبوكاي من أجله وسجن في الامبل داون، وأيضًا اللِّحية البيضاء كان يحترم جينبي كثيرا ويعتبره مثل ابنه كبقية الحلفاء والطاقم

و بالنسبة لبورتغاس دي إيس فقد كان هو وجينبي اعداء (من اجل اللِّحية البيضاء) وقد تقاتلا قتال كبير استمر لخمسة أيام، ولكن بعد فترة تبين بأن الاثنان يحترمان بعضهما البعض، وقد حزن جينبي على موت إيس من قبل الإدميرال أكاينو وأيضًا بكى عليه مثل الباقين.

### مونكي دي لوفيوطاقمه
أثار لوفي إعجاب جينبي عندما اقتحم سجن الامبل داون وحاول إنقاذ أخيه إيس، مما جعله يحترمه، وقد ذهب معه إلى المارينفورد كي ينقذوا إيس، وأيضًا خلال الحرب تبين بان جينبي قد حمى لوفي كثيرًا وكاد أن يضحي من اجله فقد تعرض لضربة قوية جدًا من قِبل الأدميرال أكاينو، وبعدها جاء ترافلغار لاو وأنقذ لوفي وجينبي وعالجهما، وفي أثناء حدث جزيرة البرمائيّين قاتل جينبي جنبًا إلى جنب مع بقية طاقم قبعة القش ضدّ قراصنة البرمائيّين الجدد بقيادة هودي جونز وتمكنوا من هزيمتهم جميعًا وإنقاذ مملكة ريوغو، وقد عرض لوفي على جينبي الانضمام للطاقم فوافق لكن بعد أن يقوم ببعض الامور أوَّلًا.

### الشيتشيبوكاي
لدى جينبي بعض العلاقات مع زملائه الشيتشيبوكاي، وقد تبين بأن جينبي على علاقة سيئة مع نظيره الشيتشيبوكاي السابق كروكودايل الَّذي كان محبوس في الزنزانة المقابلة له، وقد غضب جينبي منه لأنَّه كان يريد قتل اللِّحية البيضاء، وفي نهاية حرب المارينفورد أنقذ كروكودايل جينبي ولوفي من قبضة الأدميرال أكاينو وهذا يعني بأن العلاقة قد تغيرت، وأيضًا في حرب المارين فورد تبين بأن جينبي يعرف قلة خبرة غيكو موريا بالظلال وهذا ظهر أثناء قتالهما حيث هزم جينبي موريا بسرعة وبالنسبة لأميرة الأفاعي بوا هانكوك لم يلتقي جينبي سابقًا مع بوا هانكوك لكنَّه التقى بها لأول مرة في الإمبل داون عندما أبلغت إيس عن قدوم لوفي، وفي حرب المارينفورد قامت هانكوك بحماية لوفي من سموكر وأعلنت عن أنَّ لوفي حبيبها، لذلك أصبح جينبي وبوا هانكوك يمتلكان علاقة تحالفة كونها مع لوفي وقد التقيا في جزيرة النِّساء آمازون ليلي وأيضًا أظهر جينبي بعض الكره للشيتشيبوكاي الَّذي أصبح يونكو مارشال دي تيتش اللِّحية السوداء حيثُ أنَّ جينبي عرف بأن تيتش كان من طاقم اللِّحية البيضاء، وقد كان يكرهه لأنَّه هزم إيس وحبسه أما بالنسبة لكل من دون كيهوتي دوفلامنغو، بارثولوميو كوما وميهوك فجينبي لا يمتلك أي علاقة معهم، غير أنَّ ميهوك أطاح بجينبي بسهولة في المارينفورد.

## قوته
جينبي كان قادرًا على مجاراة قبضة النار بورتغاس دي إيس الَّذي يمتلك قدرة فاكهة لوغيا، وقد حبس في المستوى السادس في الإمبل داون وهذا دليل على قوته، وتمكَّن جينبي من لكم غيكو موريا بسهولة في المارينفورد، وأيضًا جينبي يمتلك خبرة في القتال، ولديه قدرات بدنية قوية لدرجة كبيرة حيث تمكن من النجاة من قبضة الأدميرال أكاينو الحممية، وأيضًا جينبي هو سيد في كاراتيه البرمائيّين وقد كان يمتلك الحزام الأسود عندما كان طفلًا، وأيضًا هو قادر على تسديد لكمات قوية جدًا مع المياه فقد تمكن من إصابة لوفي بألم رغم أنه مطاطي، وايضًا تمكن من لكم موريا بقوة، وقد تمكن من اسقاط «وداتسومي» بقوة شديدة، وأيضًا جينبي قادر على استدعاء الحيتان في الحزام الهادئ رغم وجود ملوك البحر الخطرين، وأيضًا يعتبر مساوي لكروكودايل قبل عامين، غير انه في حرب المارينفورد كان كروكودايل يقاتل بقوة ولم يهزم بينما جينبي هزم من قبل ميهوك وأكاينو بسهولة.

## معاركه
- قراصنة الشمس ضد قوات البحرية

النتيجة: فوز قراصنة الشمس بسهولة
- جينبي ضد نائب الإدميرال ستروبري

النتيجة: فوز جينبي
- جينبي ضد أرلونغ

النتيجة: فوز جينبي بسهولة
- جينبي ضد بورتغاس دي إيس

النتيجة: لم يفز أحد
- جينبي، مونكي دي لوفي وكروكودايل ضد حراس الامبل داون

النتيجة: فوز جينبي ولوفي وكروكودايل
- جينبي وكروكودايل و داز بونز ضد البحرية

النتيجة: فوز جينبي وكروكودايل وبونز
- جينبي ضد غيكو موريا

النيتجة: فوز جينبي بسهولة
- جينبي ضد ميهوك

النتيجة: فوز ميهوك بسهولة
- جينبي وإيفانكوف ضد أكاينو

النتيجة: فوز أكاينو بسهولة
- جينبي ضد لوفي (آمازون ليلي)

النتيجة: لم يفز أحد
- جينبي ضد لوفي (جزيرة البرمائيّين)

النتيجة: لم يفز أحد
- جينبي وقراصنة قبعة القش ضد قراصنة البرمائيّين الجدد

النتيجة: فوز جينبي وقراصنة قبعة القش
- جينبي وسانجي ضد وداتسومي

النتيجة: فوز جينبي وسانجي بسهولة